# St. Charles (Illinois)
St. Charles é uma cidade nos condados de DuPage e Kane, no estado americano de Illinois. Fundada em 1834, situa-se a cerca de 40 milhas (64 km) a oeste de Chicago na Illinois Route 64. No censo de 2010, a população era de 32.974, e em 2019 a população havia diminuído para cerca de 32.887. O slogan oficial da cidade é "Orgulho da Raposa", em homenagem ao Rio Fox que atravessa o centro da cidade. St. Charles faz parte de uma área de três cidades, juntamente com Genebra e Batávia, todos os subúrbios ocidentais de tamanho semelhante e condição socioeconômica relativa.

## História
St. Charles era o local da comunidade nativa americana para o chefe dos Potawatomi que habitava a área. Um parque da cidade com vista para o rio foi dedicado a este nativo americano. Após a Guerra de Black Hawk em 1832, toda a área de Fox Valley foi aberta para colonização americana. Evan Shelby e William Franklin conquistaram a primeira reivindicação no que hoje é St. Charles em 1833. Eles voltaram em 1834 com suas famílias de Indiana, e se juntaram a mais de uma dúzia de outras famílias mais tarde naquele ano. O município era inicialmente conhecido como Charleston, mas esse nome já era adotado pela cidade de Charleston, Illinois, no interior do estado, então o nome de St. Charles (sugerido por S. S. Jones, um advogado) foi adotado em 1839. St. Charles foi incorporado como uma cidade em 9 de fevereiro de 1839 e reincorporado em 17 de outubro de 1874 (de acordo com a Constituição de Illinois de 1870).

## Demografia
Segundo o censo americano de 2000, a sua população era de 27.896 habitantes. Em 2010, aumentou para 32.974 e em 2019, diminuiu para 32.887.

## Geografia
De acordo com o United States Census Bureau tem uma área de
36,6 km², dos quais 36,2 km² cobertos por terra e 0,4 km² cobertos por água.

## Localidades na vizinhança
O diagrama seguinte representa as localidades num raio de 12 km ao redor de St. Charles.